# Convento de San Basilio (Sevilla)

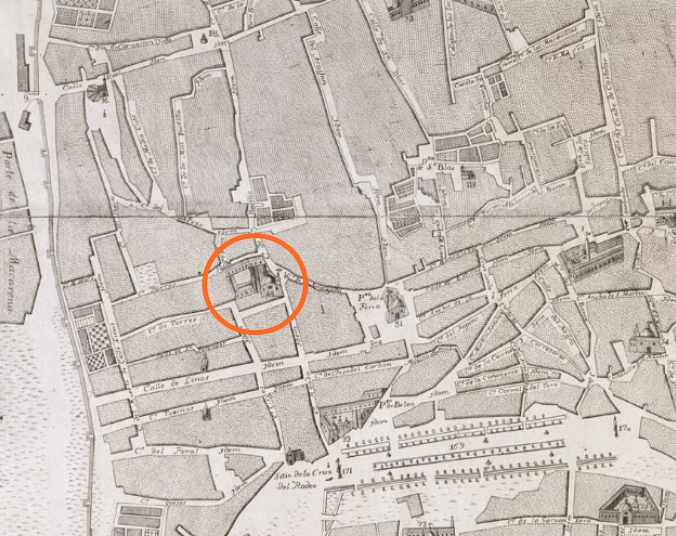
Colegio de San Basilio (señalado en naranja). Plano de Sevilla del asistente Pablo de Olavide de 1771

El convento de San Basilio de Sevilla fue fundado en el siglo XVI. Albergaba un colegio regido por la orden de San Basilio. Fue desamortizado en 1835.

## Historia

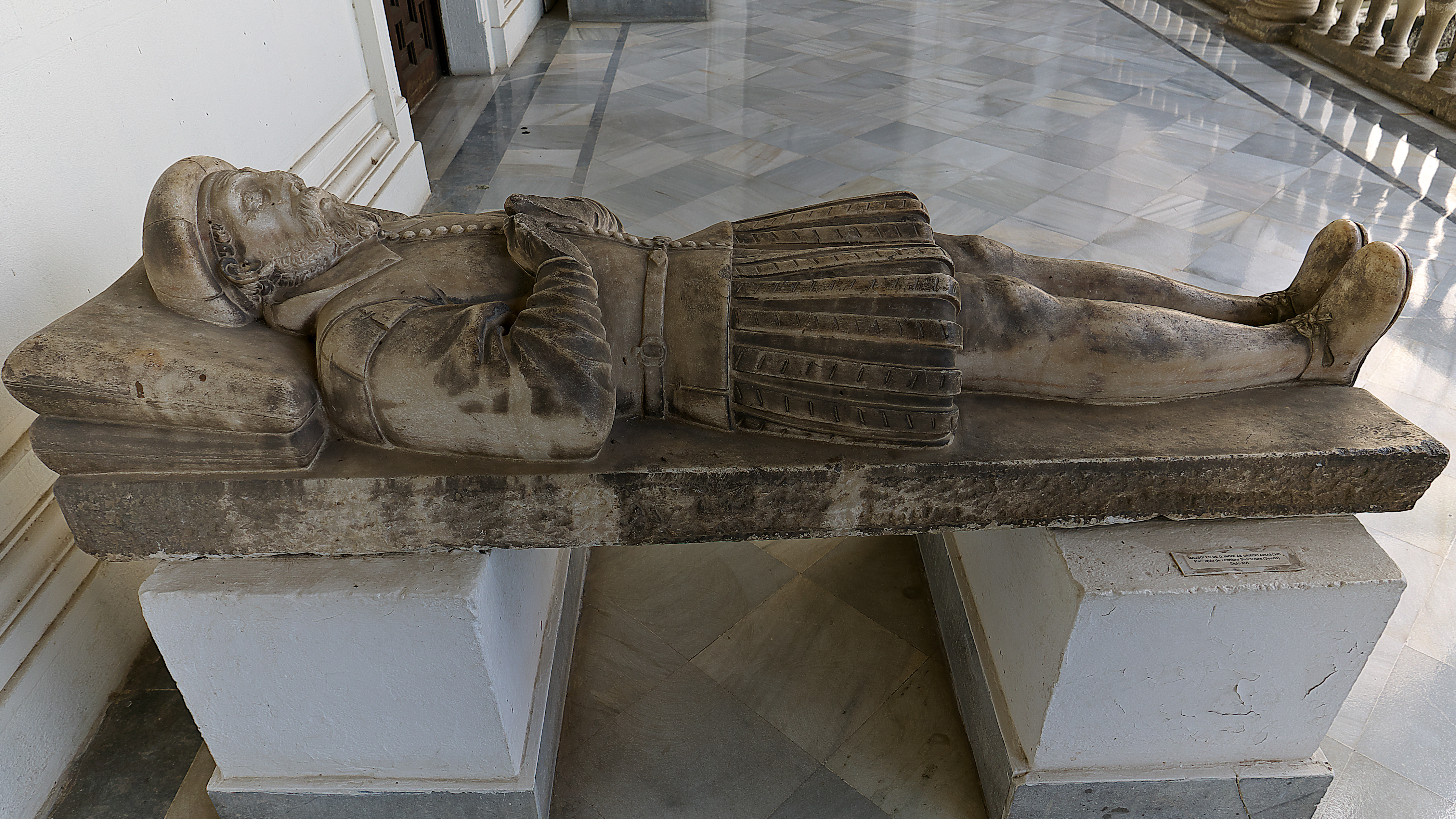
Figura yacente del griego Nicolás Triarchi

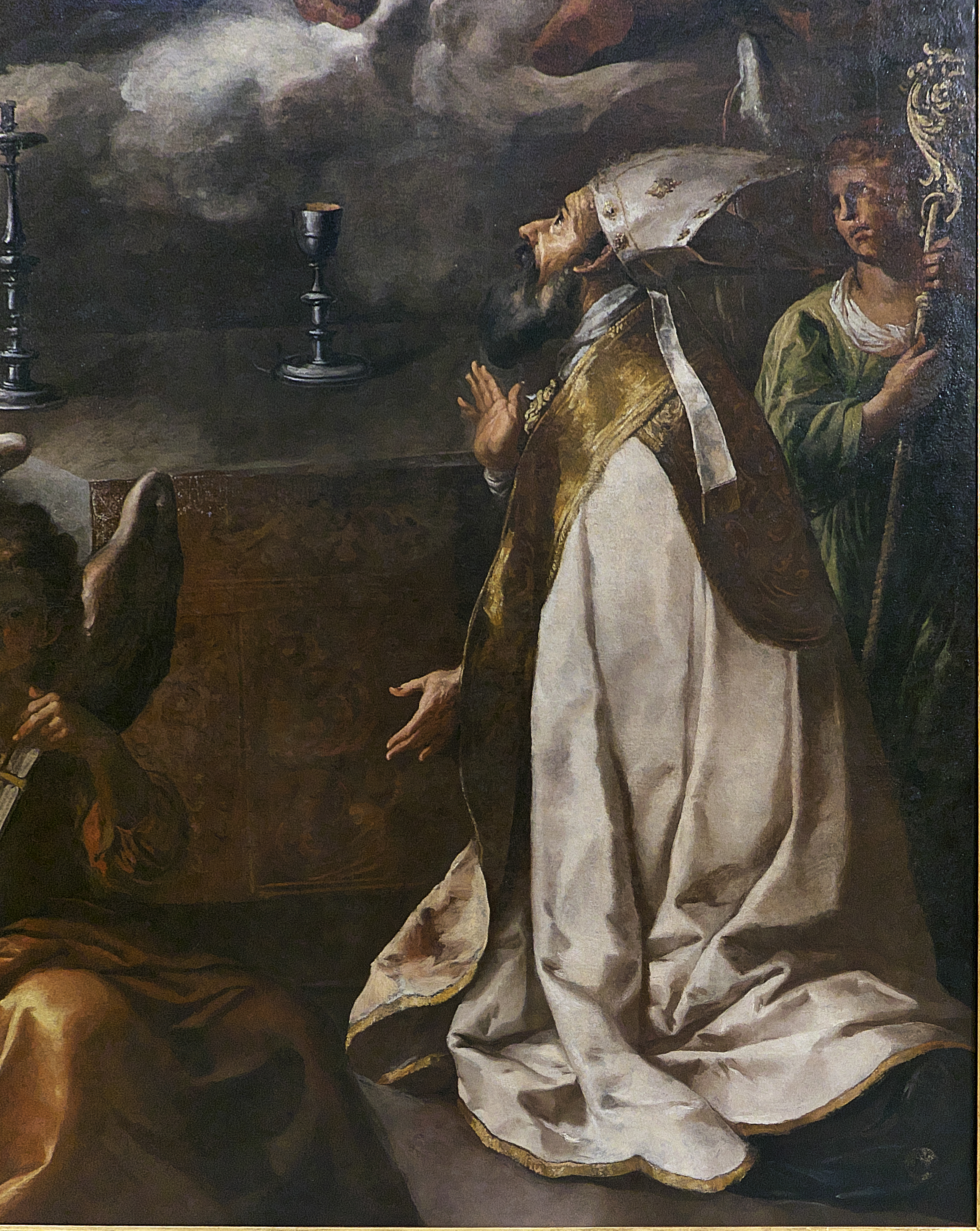
San Basilio, pintura de Francisco de Herrera, el Viejo para este convento

El comerciante griego Nicolao Triarchi y Franco, originario de la isla de Citera, hizo fortuna en Valdivia (virreinato del Perú) y posteriormente se instaló en la collación de San Martín de Sevilla. Era devoto del santo griego san Basilio y decidió fundar un convento de la orden de ese nombre. Para ello, entabló relación con fray Bernardo de la Cruz, que actuó junto con los frailes Juan de la Puente, Melchor de los Reyes y Pablo de Santa María. En 1593 Nicolao cedió unas casas propias en la collación de Omnium Sanctorum y una dotación de rentas para edificar y mantener el convento. En su testamento de 1594 nombró heredero de todos sus bienes al hospital de la Misericordia de la Sevilla. Nicolao falleció en esta ciudad en 1598.
Desde el comienzo, se fundó como un colegio de los frailes de esta orden, que tenían su residencia en el convento. En 1750 había 44 frailes. En 1809, por decreto de José I, fueron suprimidas las órdenes religiosas y los frailes abandonaron abandonaron el convento. Fue usado como cuartel por las tropas francesas en 1810, durante la invasión de la ciudad. Las tropas saquearon el convento. Los bernardinos regresaron al convento tras la expulsión de los franceses y lo reconstruyeron con los medios de los que disponían. En 1835 fue desamortizado. Estuvo abandonado hasta que en la década de 1860 fue parcelado y usado como casa de vecinos y sede de fábricas. Primero se instaló una fábrica de harinas y luego una de maderas, de la que se conserva el pórtico. En donde estuvo el convento hay una hoy un bloque de pisos de nueva construcción.
La iglesia siguió tras 1835. Estuvo a cargo de la Hermandad de la Cena. Entre 1845 y 1849 hermandad se trasladó al convento de Belén para una restauración del templo. Esta iglesia fue cerrada por el régimen surgido de la Revolución de 1868. En 1871 fue adquirida por la Iglesia española reformada episcopal, que sigue en ese lugar en un edificio de nueva construcción.

### Cofradías
A finales del siglo XVI se instaló en este convento la Hermandad de Nuestra Señora de la Esperanza (la Hermandad de la Esperanza Macarena). Esta hermandad fue fundada en 1590 y sus normas fueron presentadas al primer abad del convento, Bernardo de la Cruz, en 1595. En el siglo XVII se constituyó como cofradía de penitencia, realizando su primera procesión en 1624. Posteriormente añadió como titular de la cofradía a Jesús de la Sentencia. A mediados del siglo XVII se trasladó a la Iglesia de San Gil.
En la segunda mitad del siglo XVII se instaló en este convento la Hermandad de la Sagrada Lanzada. En 1808, durante la invasión francesa, sus enseres fueron saqueados. En 1818 se trasladó al Convento de San Francisco de Paula.
En el siglo XVII tuvo su sede en una capilla de la iglesia de este convento la Hermandad del Santo Cristo Humillado y Nuestra Señora del Subterráneo.
En 1621 se instaló en una capilla de la iglesia de este convento la Hermandad de la Sagrada Cena, que ese mismo año se unió a la Hermandad del Santo Cristo de la Humildad y Paciencia. Con la ocupación del convento por las tropas francesas en 1810 se trasladó a la Iglesia de San Gil, volviendo tras la expulsión de las mismas a la iglesia. Por obras de restauración, se trasladó al Convento de Belén entre 1845 y 1849. Finalmente, fue expulsada del templo con el cierre de la iglesia por el régimen surgido de la Revolución de 1868.

## Patrimonio
En él se encontraban las siguientes esculturas:
- Santa Macrina. Anónimo. En torno al 1600. Paradero desconocido.
- Cristo de la Humidad y Paciencia. Iglesia de los Terceros. Sevilla.

En el convento también se encontraban las siguientes pinturas:
- Pinturas del retablo mayor de la iglesia del convento. Francisco Herrera el Viejo. Museo de Bellas Artes de Sevilla.[9]

San Gregorio Niseno. Museo de Bellas Artes de Sevilla
San Basilio dictando su regla. Museo del Louvre.
San Pedro Sebaste. Museo de Bellas Artes de Sevilla.
San Gregorio Nicianceno. Museo de Bellas Artes de Sevilla.
San Naucracia. Museo de Bellas Artes de Sevilla.
Santa Dorotea. Museo de Bellas Artes de Sevilla.
Santa Macrina la Menor. Museo de Bellas Artes de Sevilla.
Santa Gertrudis. Museo de Bellas Artes de Sevilla.
San Demetrio. Museo de Bellas Artes de Sevilla.
La visión de san Basilio. Museo de Bellas Artes de Sevilla.
- San Basilio Magno y san Mercurio. Anónimo. Mediados del siglo XVII. Museo de Bellas Artes de Sevilla.[10]